# Discoverer 13
Discoverer 13 fu uno dei satelliti artificiali che facevano parte del programma Corona organizzato dal DARPA e dall'United States Air Force. 

## Storia
Il satellite fu l'ultimo prototipo del satellite da ricognizione KH-1 (la sigla sta per Key Hole ). Pesava 850 kg e fu lanciato il 10 agosto 1960 con un razzo vettore Thor-Agena dalla Vandenberg Air Force Base. Il satellite non aveva a bordo fotocamera né pellicola fotografica. La missione aveva lo scopo di sperimentare il sistema di recupero della capsula; la missione ebbe successo pieno e la capsula fu recuperata nell'oceano.
Il Discoverer 13 divenne quindi il primo satellite ad essere recuperato dopo un lancio nello spazio.